# Mahmoud Alavi
Mahmoud Alavi (in persiano محمود علوی‎) (Lamerd, 4 maggio 1954) è un politico iraniano, attuale Ministro delle Informazioni e della Sicurezza Nazionale.

## Biografia
Alavi è nato a Lamerd nel 1954, conseguendo un dottorato in legge e giurisprudenza islamica presso la Ferdowsi University di Mashhad. Detiene il titolo di Hojjatoleslam.

## Orientamento politico
Conservatore, è vicino a Mohsen Rezai.